# Dalhousie (Nuovo Brunswick)
Dalhousie è un comune del Canada, situato nella provincia del Nuovo Brunswick.